# ایلاریو کاستانیر
ایلاریو کاستانیر (انگلیسی: Ilario Castagner؛ ۱۸ دسامبر ۱۹۴۰ - ۱۸ فوریهٔ ۲۰۲۳) بازیکن فوتبال اهل ایتالیا بود.
از باشگاه‌هایی که در آن بازی کرده‌است می‌توان به باشگاه فوتبال رجینا، باشگاه فوتبال پروجا، باشگاه فوتبال رجانا و باشگاه فوتبال پارما اشاره کرد.